# Tribunal Europeu dos Direitos Humanos
O Tribunal Europeu dos Direitos Humanos (CEDH ou TEDH), também conhecido como Tribunal de Estrasburgo, é um tribunal internacional do Conselho da Europa que interpreta a Convenção Europeia dos Direitos do Homem. O tribunal ouve petições alegando que um Estado contratante violou um ou mais dos direitos humanos enumerados na Convenção ou seus protocolos opcionais dos quais um Estado membro é parte. O tribunal tem sede em Estrasburgo, França.
Um pedido pode ser apresentado por um indivíduo, um grupo de indivíduos ou um ou mais dos outros Estados contratantes. Além de julgamentos, o tribunal também pode emitir pareceres consultivos. A convenção foi adotada no contexto do Conselho da Europa, e todos os seus 46 estados membros são partes contratantes da convenção. A Rússia, expulsa do Conselho da Europa a partir de 16 de março de 2022, deixa de ser parte da convenção com efeitos a partir de 16 de setembro de 2022, em conformidade com o artigo 58. Até então, o tribunal declarou que "continua competente para lidar com pedidos dirigidos contra a Federação Russa em relação a atos ou omissões" ocorridos até essa data. O principal meio de interpretação judicial do tribunal é a doutrina do instrumento vivo, o que significa que a Convenção é interpretada à luz das condições atuais.
Os estudiosos do direito internacional consideram o TEDH o tribunal internacional de direitos humanos mais eficaz do mundo. No entanto, o tribunal enfrentou desafios com veredictos não implementados pelas partes contratantes, bem como em equilibrar a gestão de casos.

## Estados membros

Estados membros do Conselho da Europa. Além disso, a Convenção Europeia dos Direitos Humanos (CEDH) aplica-se no Kosovo como resultado da incorporação nacional da CEDH.

A jurisdição do tribunal foi reconhecida até hoje por todos os 46 estados membros do Conselho da Europa. Em 1 de novembro de 1998, o tribunal tornou-se uma instituição de tempo integral e a Comissão Europeia dos Direitos do Homem, que costumava decidir sobre a admissibilidade dos pedidos, foi abolida pelo Protocolo 11.
A adesão de novos Estados à Convenção Europeia dos Direitos Humanos após a queda do Muro de Berlim em 1989 levou a um aumento acentuado dos pedidos apresentados no tribunal. A eficiência do tribunal foi seriamente ameaçada pelo grande acúmulo de pedidos pendentes.
Em 1999, foram alocados 8.400 pedidos para serem ouvidos. Em 2003, foram arquivados 27.200 processos e o número de processos pendentes subiu para aproximadamente 65.000. Em 2005, o tribunal abriu 45.500 processos. Em 2009, foram alocados 57,2 mil pedidos, com 119,3 mil pendentes. Na época, mais de 90 por cento dos pedidos foram declarados inadmissíveis, e a maioria dos casos decididos – cerca de 60 por cento das decisões do tribunal – estavam relacionados aos chamados casos repetitivos: onde o tribunal já proferiu sentença encontrar uma violação da Convenção Europeia dos Direitos do Homem ou onde exista jurisprudência bem estabelecida sobre um caso semelhante.
O Protocolo 11 foi elaborado para lidar com o acúmulo de processos pendentes, estabelecendo o tribunal e seus juízes como uma instituição de tempo integral, simplificando o procedimento e reduzindo a duração dos processos. No entanto, como a carga de trabalho do tribunal continuou a aumentar, os estados contratantes concordaram que eram necessárias mais reformas e, em maio de 2004, o Comitê de Ministros do Conselho da Europa adotou o Protocolo 14 à Convenção Europeia de Direitos Humanos. O Protocolo 14 foi elaborado com o objetivo de reduzir a carga de trabalho do tribunal e do Comitê de Ministros do Conselho da Europa, que supervisiona a execução de sentenças, para que o tribunal possa se concentrar em casos que levantam questões importantes de direitos humanos.